# ウェタル島
ウェタル島（ウェタルとう、weter）は、インドネシアのマルク州に属して、バラトダヤ諸島（インドネシア語で南西の意）最大の島である。アロール島とティモール島を含んでいる小スンダ列島の東に位置しているが、マルク諸島の一部と考えられる。ウェタル海峡の南56kmにティモール島があり、オンバイ海峡を挿んで西側にアロール島があり、南西には、リラン島というひじょうに小さい島、さらに東ティモール領のアタウロ島がある。北はバンダ海に面し、東にBarat Daya諸島のロマン島、ダマル島（Damar Islands）などがある。ウェタル島の主要都市は、北西のLioppa、南のIlwaki、北のWasiri、東のMasapun、北東のArwalaで、これらは道路によって結ばれている。

## 地理
ウェタル島は東西130km、南北45km。3600平方kmで、珊瑚礁と深い海に囲まれている。（海はダイビングに適している） 島の最高点は1412m。
ウェタル島はインド・オーストラリアプレートとユーラシアプレートの衝突でできたBarat Daya諸島とバンダ諸島を含んでいる火山島群の一部である。島にあるグノンアピウェタル山（標高282m）は、1512年と1699年に噴火した記録がある。また、ウェタルには、多くの金鉱脈が存在する。
ウェタル島は、他の近い島と共に、ウェラシア（アジア、オーストラリアの大陸棚から海溝で分断された領域）の一部を形成している。この領域は固有の珍しい動物群で知られ、ウェタルでも例外ではなく、162種鳥の固有種がある。保護区がなく、絶滅の危機にさらされているものもあり、保護区設定が提案されている。雨は季節風の関係でひじょうに激しい降るときがある。また、島は熱帯広葉樹林でほとんど覆われ、渇水期には、多くの木が落葉する。ティモール島とウェタル落葉樹林エコリージョンの一部を形成している。

## 文化
言語は、マレー・ポリネシア語派のウェタル語（リラン島とアタウロ島で話されている）で、ティモールのテトゥン語と同じ集団に属する。この他にAputai、Ili'uun、Perai、Talur、Tugunがあり、それぞれ話者は、約1,000人の小集団である。また、一般的にはインドネシア語か、アンボネスマレー（17世紀にキリスト教伝道において伝わったマレー語）の方言が使われる。
島の産業はサゴ椰子の零細農業で、亀甲を取り引きが禁止されていない国に集めて輸出している。
住民の大部分はパプア系。大部分はイスラム教徒だが、少数のキリスト教徒がいる。